# Ludwig – pusseldetektiven
Ludwig – pusseldetektiven (engelska: Ludwig) är en brittisk  kriminalkomediserie skapad av Mark Brotherhood som även skrivit seriens manus. Den första säsongen består av sex avsnitt och hade premiär den 25 september 2024.

## Handling
Serien kretsar kring korsordskonstruktören John "Ludwig" Taylor som efter att hans enäggstvilling, kriminalkommissarie James Taylor, försvinner tvingas ta över sin brors identitet för att hitta honom.

## Rollista (i urval)
- David Mitchell - John "Ludwig" Taylor / James Taylor
- Anna Maxwell Martin - Lucy Betts-Taylor
- Izuka Hoyle - Alice Finch
- Gerran Howell - Simon Evans
- Dorothy Atkinson - Carol Shaw
- Sophie Willan - Holly Pinder
- Ralph Ineson - Ziegler

- Karl Pilkington - Matt Neville
- Felicity Kendal - Lady Camilla Bryce
- Derek Jacobi - Mr Todd